# Megara
 Ovo je glavno značenje pojma Megara. Za druga značenja pogledajte Megara (razdvojba).
Megara (novogrčki:Μέγαρα) je drevni grad u Atici u Grčkoj. Prema popisu stanovništva iz 2001. godine ima 23032 stanovnika. Megara je jedan od četiri distrikta Atike. Osnovala su je četiri sina kralja Pandiona II., od kojih je jedino Nisos bio vladar Megare. Megara je također bila i trgovačka luka. Stanovništvo ovog drevnog grada je koristilo brodove za prodaju oružja susjednim gradovima. Sastojala se od dvije luke: Pegae (zapadno od Korintskog zaljeva) i Nisae (istočno u Saronskom zaljevu).

## Stanovništvo kroz povijest
| Godina | Stanovništvo komune | Promjena     | Stanovništvo općine |
| ------ | ------------------- | ------------ | ------------------- |
| 1981.  | 20.814              | -            |                     |
| 1991.  | 20.403              | -411/-1,97%  | 25.061              |
| 2001.  | 23.032              | 2.629/12,89% | 28.195              |